# منيزل

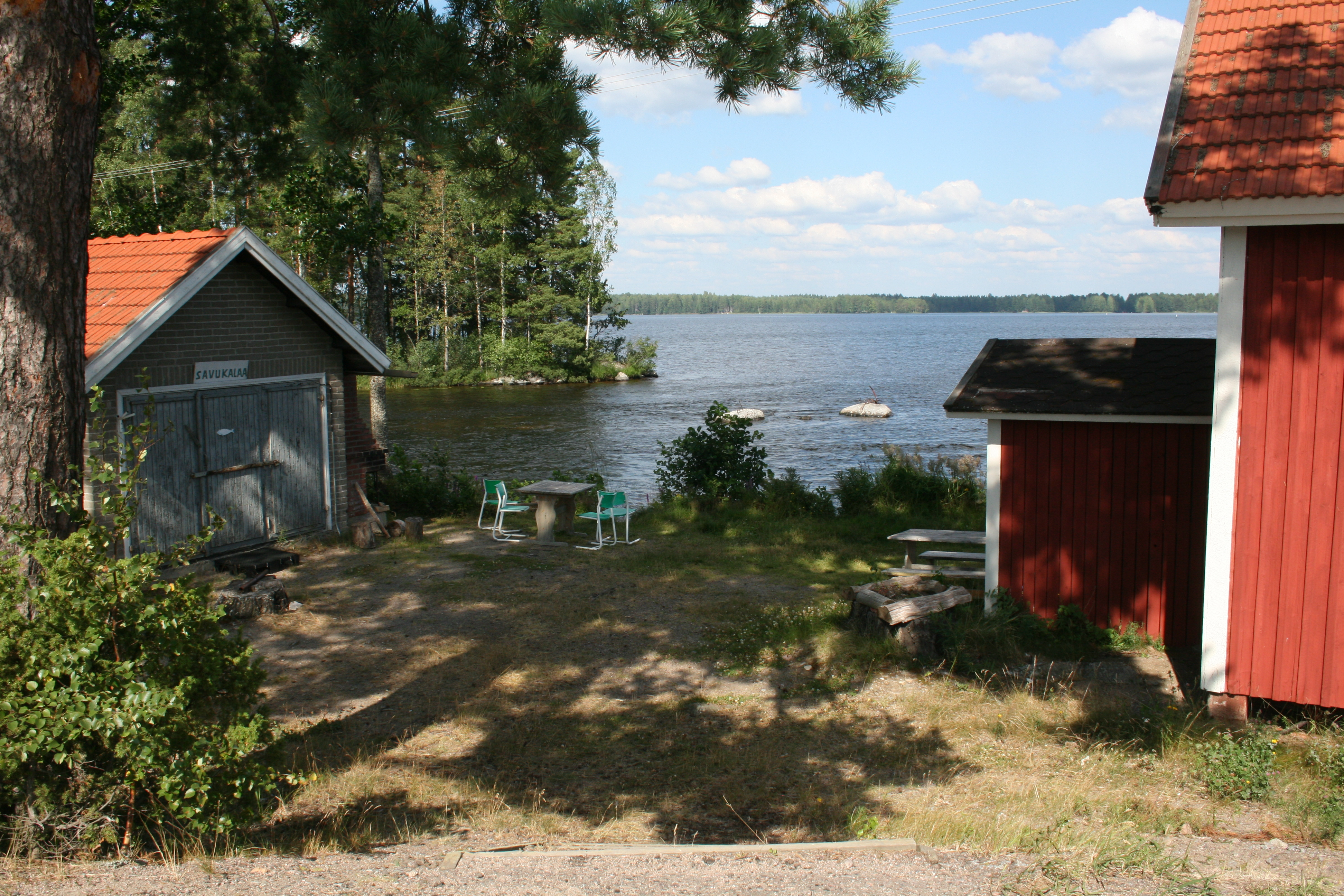
جنوب سافو هي واحدة من أكبر مناطق المُنَيزلات الصيفية في فنلندا حيث تضم أكثر من 50000 مُنيزل عطلة

المُنَيِزل أو النَّجْع أو الكوخ أو العشة هو منزل صغير للاستجمام ذو حديقة صغيرة.